# Фјано (Фиренца)
Фјано (итал. Fiano) је насеље у Италији у округу Фиренца, региону Тоскана.
Према процени из 2011. у насељу је живело 356 становника. Насеље се налази на надморској висини од 346 м.